# Ljudsättning
Ljudsättning är en samlingsterm för det konstnärliga arbete en ljudtekniker / ljudsättare / ljuddesigner lägger ned vid ljudreproduktion.
- Det kan vara den som på radioteatern ger oss illusionen av galopperande hästar när det i verkligheten "bara" är två kokosnötskal som slås mot varandra.
- Det kan vara den som placerar ut mikrofoner och ställer in ljudbilden vid en konsert med ett rockband så att den som lyssnar får en så bra upplevelse som är möjlig.
- Det är den som tar upp och sedan redigerar in de olika ljudelementen i en spelfilm.
- Det är den som med högsta möjliga kvalitet förmedlar, förstärker och modifierar ljudet på så sätt att den samlade kontentan är precis det som artisten å ena sidan vill förmedla genom sitt artisteri till konsumenten eller publiken å andra sidan.
- En diskjockey är i mångt och mycket en ljudsättare. Den realtidsmodifierar musiken och kan på så sätt och genom ett val av lämplig musik styra publikens upplevelser och känslor.

En ljudsättare har en mängd teknisk materiel och utrustning att tillgå. 